# Kaštel Nehaj (urbanistička cjelina)
Urbanistička cjelina mjesta Kaštel Nehaja predstavlja zaštićeno kulturno dobro.

## Opis dobra
Naselje Kaštel Nehaj danas je upravno dio naselja Kaštel Štafilića. Zapadno od kaštela obitelji Stafileo nalazi se kula Nehaj. Godine 1548. trogirska plemićka obitelj Lodi dobiva dozvolu za gradnju kaštela radi obrane posjeda. Na hridima u moru sagrađena je četvrtasta kula sa skarpom i ravnim parapetnim zidom iznad kordonskog vijenca. Kula nikada nije dovršena a budući da su se u selo doselile uskočke izbjeglice iz Senja, a loza Lodi je izumrla, zaboravljeno je staro ime kaštel Lodi te se uvriježilo ime Nehaj. Na kopnenom dijelu formirano je manje naselje trokutasta oblika, a uz istočni obrambeni zid bile su prizidane kamene jednokatnice. S istočne strane sačuvan je izvorni perimetar naselja dok je stambena arhitektura većim dijelom izmijenjena.

## Zaštita
Pod oznakom Z-3208 zavedena je pod vrstom "kulturno-povijesna cjelina", pravna statusa zaštićena kulturnog dobra, klasificirano kao "urbana cjelina".